# Василів Ігор Володимирович
Ігор Володимирович Василів (нар. 16 листопада 1979, м. Тернопіль, Україна) — український громадсько-політичний діяч, підприємець. Співзасновник ГО «Інформаційне агентство „Терміново“».

## Життєпис
Ігор Василів народився 16 листопада 1979 року в місті Тернопіль.
Закінчив Тернопільську середню школу № 20 (1997), Тернопільський технічний університет (2002, спеціальність — інженер-електрик).
З 2006 р. до сьогодні є суб'єктом підприємницької діяльності.

## Громадсько-політична діяльність
Активний учасник Помаранчевої революції у 2004 році та в подіях кінця листопада 2013—березня 2014 року, які увійшли в історію України, як Євромайдан або Революція Гідності.
В 2014 р. став співзасновником першого волонтерського Логістичного центру допомоги бійцям АТО в м. Тернополі. В тому ж році, шляхом відкритого голосування був обраний головою Тернопільського осередку ГО "Всеукраїнське об'єднання «Автомайдан».
Кандидат у народні депутати від партії «Слуга народу» на парламентських виборах 2019 р. (виборчий округ № 164, м. Кременець, Збаразький, Лановецький, Підволочиський, Шумський райони, частина Кременецького району). На час виборів: фізична особа-підприємець, безпартійний.
21 липня 2019 року обраний народним депутатом України. Член Комітету Верховної Ради з питань транспорту та інфраструктури.
За інформацією інтернет-видання Bigus.info, тендери на утримання доріг на Тернопільщині з червня 2019 року отримує фірма, наближена до депутата Ігоря Василіва від політичної партії «Слуги народу», який переміг на цьому окрузі.
Керівник групи з міжпарламентських зв'язків з Республікою Албанія.

## Особисте життя
Одружений, має двох дітей. Дружина — Марія Сметаніна.